# Leppin
Leppin ist eine Ortschaft und ein Ortsteil der Stadt Arendsee (Altmark) im Altmarkkreis Salzwedel in Sachsen-Anhalt.

## Geographie

### Lage
Leppin, ein Straßendorf mit Kirche, liegt im Norden der Altmark fünf Kilometer östlich der Stadt Arendsee (Altmark). Die Gemarkung ist größtenteils bewaldet. Im Nordosten liegt der Haarbusch am Heidgraben Leppin. Im Süden fließt der Wiesengraben Leppin, der östlich in den Zehrengraben mündet.

### Ortschaftsgliederung
Zur Ortschaft Leppin gehören die Ortsteile Leppin, Harpe und Zehren.

## Geschichte

### Mittelalter bis 20. Jahrhundert
Am 21. März 1322 wurde Leppin erstmals als Leppyn urkundlich erwähnt, als Bruning von Leppin die Orte Leppin und Zehren an das Kloster Arendsee verkaufte. Im Jahre 1344 wird Leppin villa Leppin genannt, als Markgraf Ludwig dem Kloster Arendsee Hebungen in einigen Dörfern überträgt. Im Landbuch der Mark Brandenburg von 1375 wird das Dorf Leppin als ein Besitz des Klosters Arendsee aufgeführt, der 15 Hufen umfasste. Im Jahre 1572 hatte der Müller eine freie Windmühle. Weitere Nennungen sind 1687 Leppien und 1804 Leppin, ein Dorf mit Freihof, Schmiede, Windmühle und Krug. Eine Windmühle stand nordwestlich des Dorfes. Die Mühle wurde 1862 erneuert und um 1900 von Wilhelm Hilgenfeld verkauft. Der Nachbesitzer hat sie um 1933 abgerissen. Eine Wanderkarte zeigt im Norden des Dorfes am Anfang des 20. Jahrhunderts eine weitere Windmühle.
Im Norden des Dorfes befanden sich zwei Ziegeleien.
Von Dorfkrug ist aus dem Jahr 1911 eine Hausinschrift überliefert. An der Vorderfront zur Straße die Worte: „Er trank den »Bittern«“ und am Giebel folgen dann die Worte, die man meistens
nicht sieht: „Kelch des Leidens“.

### Landwirtschaft
Bei der Bodenreform wurden 1945 ermittelt: 65 Besitzungen unter 100 Hektar hatten zusammen 647 Hektar, die Kirchenbesitzungen 6 Hektar und die Gemeindebesitzungen 1 Hektar. Enteignet wurde ein Betrieb (Ackerhof) mit 104,4 Hektar Land. Im Jahre 1948 hatten aus der Bodenreform 8 Vollsiedler jeder über 5 Hektar und 26 Kleinsiedler jeder unter 5 Hektar erworben. Im Jahre 1953 entstand die erste Landwirtschaftliche Produktionsgenossenschaft, die LPG Typ III „Karl Liebknecht“. 1960 gab außerdem vier LPGs vom Typ I: „Leppiner Erde“, „Friedliche Zukunft“, „Heimat“ und „Lustiges Leben“ mit zusammen 83 Mitgliedern und 597 Hektar Land. Sie schlossen sich in Schritten zur LPG „Friedliche Zukunft“ zusammen. Nach weiteren Zusammenschlüssen entstand 1974 die LPG „Karl Marx“ in Leppin. Nach 1990 entstand die Agrargenossenschaft Leppin.

### Frühere Erwähnungen
Wilhelm Zahn meint, dass der Ortsname Leppin mit der Marca Lipani zusammenhängen könnte. Diese lag in der Nähe von Salzwedel und wurde im Jahre 956 mit den zugehörigen Dörfern Kassuhn und Tylsen erwähnt.
Ernst Haetge führt als ersten Nennung des Ortsnamens das Jahr 1044 an, ohne eine Quelle anzugeben.
Die Angabe einer Ersterwähnung von Leppin im Jahr 1319 erscheint hier unpassend. Die Erwähnung der olden Molen Stat to groten Leppin bezieht sich auf Groß Leppin.

### Herkunft des Ortsnamens
Heinrich Sültmann deutet die Namen Leppin als wendisch. Der Wortstamm enthält das Wort „leipo, lipa“ „die Linde“, was auch eine Personenbezeichnung sein kann.
Aleksander Brückner erkennt im Ortsnamen ebenfalls das slawische Wort „lipa“ für „Linde“.

### Vorgeschichte
Im Jahre 1920 berichtete Paul Kupka über den Fund einer Pfeilspitze bei Leppin im Zusammenhang mit der steinzeitlichen Rössener Kultur.

### Eingemeindungen
Bis 1807 gehörte das Dorf zum Arendseeischen Kreis der Mark Brandenburg in der Altmark. Danach lag es ab 1807 bis 1813 im Kanton Arendsee auf dem Territorium des napoleonischen Königreichs Westphalen. Ab 1816 gehört die Gemeinde zum Kreis Osterburg, dem späteren Landkreis Osterburg in der preußischen Provinz Sachsen.
Am 20. Juli 1950 wurde die bis dahin eigenständige Gemeinde Zehren aus dem Landkreis Osterburg in die Gemeinde Leppin eingemeindet. Am 25. Juli 1952 wurde die Gemeinde Leppin in den Kreis Seehausen umgegliedert. Am 2. Juli 1965 wurde sie in den Kreis Osterburg eingegliedert. Die Gemeinde Harpe wurde am 15. Januar 1969 aus dem Kreis Seehausen in die Gemeinde Leppin eingemeindet.
Durch einen Gebietsänderungsvertrag beschloss der Gemeinderat der Gemeinde Leppin am 18. Mai 2009, dass die Gemeinde Leppin in die Stadt Arendsee (Altmark) eingemeindet wird. Dieser Vertrag wurde vom Landkreis als unterer Kommunalaufsichtsbehörde genehmigt und trat am 1. Januar 2010 in Kraft.
Nach Eingemeindung der bisher selbstständigen Gemeinde Leppin wurden Leppin, Harpe und Zehren Ortsteile der Stadt Arendsee (Altmark). Für die eingemeindete Gemeinde wurde die Ortschaftsverfassung nach den §§ 86 ff. Gemeindeordnung Sachsen-Anhalt eingeführt. Die eingemeindete Gemeinde Leppin und künftigen Ortsteile Leppin, Harpe und Zehren wurden zur Ortschaft der aufnehmenden Stadt Arendsee (Altmark). In Leppin wurde ein Ortschaftsrat mit fünf Mitgliedern einschließlich Ortsbürgermeister gebildet.

### Einwohnerentwicklung

#### Gemeinde
| Jahr | Einwohner |
| ---- | --------- |
| 1734 | 225       |
| 1774 | 134       |
| 1789 | 172       |
| 1798 | 181       |
| 1801 | 173       |
| 1818 | 180       |
| 1840 | 204       |
| 1864 | 354       |
| 1871 | 356       |
| 1885 | 311       |
| 1892 | [00]332   |

| Jahr | Einwohner |
| ---- | --------- |
| 1895 | 334       |
| 1900 | [00]333   |
| 1905 | 366       |
| 1910 | [00]370   |
| 1925 | 348       |
| 1939 | 321       |
| 1946 | 431       |
| 1964 | 627       |
| 1971 | 574       |
| 1981 | 478       |
| 1985 | [00]0499  |

| Jahr | Einwohner |
| ---- | --------- |
| 1990 | [00]448   |
| 1993 | 446       |
| 1995 | [00]460   |
| 1998 | [00]444   |
| 2000 | [00]456   |
| 2002 | [00]444   |
| 2005 | [00]402   |
| 2006 | [00]401   |
| 2007 | [00]394   |
| 2008 | [00]384   |
| 2009 | [00]378   |

Quelle, wenn nicht angegeben, bis 1993

#### Ortsteil
| Jahr | Einwohner |
| ---- | --------- |
| 2011 | 217       |
| 2012 | 206       |
| 2013 | 211       |
| 2014 | 211       |
| 2015 | 207       |
| 2016 | 207       |

| Jahr | Einwohner |
| ---- | --------- |
| 2017 | 200       |
| 2020 | [00]211   |
| 2021 | [00]210   |
| 2022 | [0]201    |
| 2023 | [0]204    |

Quelle, wenn nicht angegeben, ab 2011 bis 2017

## Religion
Die evangelische Kirchengemeinde Leppin, die früher zur Pfarrei Neulingen gehörte, wird heute betreut vom Pfarrbereich Arendsee im Kirchenkreis Stendal im Bischofssprengel Magdeburg der Evangelischen Kirche in Mitteldeutschland.
Die ältesten überlieferten Kirchenbücher für Leppin stammen aus dem Jahre 1685.
Die katholischen Christen gehören zur Pfarrei St. Laurentius in Salzwedel im Dekanat Stendal im Bistum Magdeburg.

## Politik

### Ortsbürgermeister
Dirk Giemulla ist seit Juni 2022 Ortsbürgermeister der Ortschaft Leppin. Vor ihm war Otto Benecke von Juli 2019 bis Mai 2022 Ortsbürgermeister. Die letzte Bürgermeisterin der Gemeinde war Renate Benecke.

### Ortschaftsrat
Bei der Ortschaftsratswahl am 9. Juni 2024 trat nur die Wählergemeinschaft „Leppin-Harpe-Zehren“ an. Sie errang alle 5 Sitze.
Gewählt wurden eine Frau und vier Männer. Die Wahlbeteiligung betrug 64,14 Prozent.

## Kultur und Sehenswürdigkeiten
- Die evangelische Dorfkirche Leppin, ein romanischer Feldsteinbau, stammt aus dem 15. Jahrhundert.[37] Sie war eine Filialkirche der Kirche von Neulingen.
- Auf dem Kirchhof ist der alte Friedhof. Der neue Ortsfriedhof liegt am nördlichen Ortsausgang.
- In Leppin steht ein Denkmal für die Gefallenen des Ersten Weltkrieges, ein aufgerichteter Findling mit eingelassener Namenstafel, davor ein später aufgestellter Gedenkstein für die Gefallenen des Zweiten Weltkrieges.[38]

## Wirtschaft und Infrastruktur

### Unternehmen
Die Agrargenossenschaft Leppin ist ein Betrieb mit 1540 Hektar landwirtschaftlicher Nutzfläche mit Milchviehhaltung, Mutterkuhhaltung, Bullenmast, sowie Marktfrucht- und Futteranbau. Bekannt ist der Betrieb durch die Züchtung der Rinderrasse Charolais.

### Verkehr
Leppin wird von der Bundesstraße 190 (Salzwedel–Seehausen (Altmark)) durchquert. Im Ortsteil Harpe war einen Haltepunkt an der 2004 eingestellten Bahnstrecke Salzwedel–Wittenberge.
Durch das Dorf führt die Radroute „Milde-Biese-Tour“ nach Arendsee und Neulingen.
Es verkehren Linienbusse und Rufbusse der Personenverkehrsgesellschaft Altmarkkreis Salzwedel.

## Sage aus Leppin
Alfred Pohlmann überlieferte im Jahr 1901 eine Sage aus dem Dorf. Beim wohlhabenden Bauer Lüdecke soll einst ein Kobold anfangs als Gänseküken unter einer Milchsatte in einer Bodenkammer gelebt haben. Man sprach: „Lüd’k hät’n rotjack’gen Jung’n bäi sick“. Nachdem ihn ein neugieriger Knecht aufgestöbert hatte, lebte der Kobold wieder als rotjackiger Junge, der auf einem von vier Pferden des Bauern ritt. Das Pferd wurde jeweils nach kurzer Zeit störrisch und erkrankte tödlich. So kam es, dass der Bauer irgendwann kein viertes Pferd mehr kaufte.

## Persönlichkeiten
- Paul Langgemach (1875–1962), SPD-Parteisekretär und Abgeordneter des Provinziallandtages der Provinz Hessen-Nassau